# Kołodzieje (Giełczyn)
Kołodzieje – część wsi Giełczyn w Polsce, położona w województwie podlaskim w powiecie monieckim w gminie Trzcianne.
Administracyjnie część wsi Giełczyn, terytorialnie odrębna miejscowość odległa od Giełczyna ok. 1,5 km.
W latach 1975–1998 Kołodzieje należały administracyjnie do województwa lomzynskiego.
Wierni kościoła rzymskokatolickiego należą do parafii Nawiedzenia Najświętszej Maryi Panny w Giełczynie.

## Kampania wrześniowa
Giełczyn i Kołodzieje leżą w pasie pola bitewnego Obrona Wizny, która  rozegrała się w dniach 7-10 września 1939 pomiędzy polskimi oddziałami SGO "Narew" a niemieckim XIX Korpusem.